# Chemická rovnováha
Chemická rovnováha je stav, kdy je koncentrace reaktantů i produktů chemické reakce konstantní v čase. Tato situace nastane, pokud se reakční rychlost zpětné reakce vyrovná rychlosti reakce přímé. Tento proces se označuje jako dynamická rovnováha. Základním kvantitativním zákonem chemické rovnováhy je zákon působících hmot, který objevili v letech 1864–1877 norští chemici Cato Guldberg a Peter Waage. Na jejich počest bývá též nazýván Guldbergův–Waagův zákon.

## Chemická rovnováha v kapalné a plynné fázi
Uvažuje se reakce v roztoku nebo plynné fázi:
m A + n B ⇌ p C + q D
Rychlost přeměny produktů je dána vztahem kAB[A]m[B]n, rychlost zpětné reakce lze vyjádřit jako kCD[C]p[D]q, kde kAB a kCD jsou příslušné rychlostní konstanty a [X] je koncentrace (nebo přesněji aktivita) látky X. Aby nastala rovnováha, musí být rychlosti stejné, vztah pro rovnovážnou konstantu této reakce bude:
{\displaystyle K_{eq}\equiv {\frac {k_{AB}}{k_{CD}}}={\frac {\left[C\right]^{p}\left[D\right]^{q}}{\left[A\right]^{m}\left[B\right]^{n}}}}

## Chemická rovnováha a termodynamika
Ačkoliv bývá pojem chemické rovnováhy často zaváděn s pomocí představ chemické kinetiky, lze zákon působících hmot teoreticky obecněji zdůvodnit pomocí samotných principů termodynamiky, případně statistické fyziky. Závislost mezi změnou Gibbsovy energie a rovnovážnou konstantou je dána vztahem:
{\displaystyle \Delta G^{\circ }=-RT\ln K_{eq}}
kde ΔG° je změna standardní Gibbsovy energie, T je absolutní teplota a R je molární plynová konstanta. Rovnici lze také zapsat v exponenciálním tvaru:
{\displaystyle K_{eq}=e^{-{\frac {\Delta G^{\circ }}{RT}}}}
Rovnovážná konstanta je obecně závislá na teplotě a také dalších termodynamických veličinách, které ovlivňují změnu Gibbsovy energie (například tlak, napětí, proud a elektromagnetické pole).